# BDO
BDO o Binder Dijker Otte es una red internacional de empresas de contabilidad, impuestos, consultoría y asesoramiento empresarial que prestan servicios profesionales bajo el nombre de BDO. En 2019, BDO cuenta con Firmas miembro en 167 países y territorios, emplea a alrededor de 88.000 socios y personal en 1617 oficinas en todo el mundo y es la quinta red de servicios profesionales más grande del mundo, por detrás de las Big Four.
Los ingresos por comisiones globales de todas las empresas miembros de BDO para el año finalizado el 30 de septiembre de 2019 ascendieron a 9600 millones de dólares. Cada empresa  miembro de BDO es una entidad legal independiente en su propio país. La red, formada originalmente en 1963 como Binder Seidman International por firmas de Canadá, Alemania, Países Bajos, Reino Unido y Estados Unidos, está coordinada por BDO Global Coordination B.V., con una oficina en Zaventem, Bélgica. El nombre BDO, creado en 1973, es una abreviatura de Binder Dijker Otte & Co.